# Luna (Cluj)
Luna (in passato Luna de Arieş, in ungherese Aranyoslóna, in tedesco Lohne) è un comune della Romania di 4 690 abitanti, ubicato nel distretto di Cluj, nella regione storica della Transilvania.
Il comune è formato dall'unione di 3 villaggi: Gligorești, Luna, Luncani.